# El Poble-sec (Seo de Urgel)
El Poble-sec es un barrio de Seo de Urgel. El barrio se encuentra situado al norte de la Seo antes del barrio de Sant Antoni. Se encuentra por encima de la carretera N-260 aislada de Seo de Urgel y de Sant Antoni. Para mejorar las conexiones del barrio con la Seo se abrió una calle por debajo de la carretera.
Situado en el fin de la plana de la Seu, en 2001 tenía 116 habitantes. Administrativamente se encuentra dividido entre Seo de Urgel y Valles del Valira.

Mapa del municipio de Seo de Urgel.

- Datos: Q576375
- Multimedia: El Poble-sec (la Seu d'Urgell) / Q576375